# Démocratie chrétienne (Italie)
Pour les articles homonymes, voir Démocratie chrétienne (homonymie).
Ne doit pas être confondu avec Démocratie chrétienne (Italie, 2002), Démocratie chrétienne (Italie, 2012) ou Démocratie chrétienne pour les autonomies.
La Démocratie chrétienne (Democrazia Cristiana en italien, DC, parfois surnommé « La Baleine blanche ») était un parti politique italien centriste, fondé en 1942 par d'anciens membres du Parti populaire italien, et dont les activités prirent fin en 1994. 
Fortement inspiré par la doctrine sociale de l'Église catholique, le parti était cependant structurellement indépendant du Saint-Siège, héritier en cela de la vision de Luigi Sturzo. Il naquit clandestinement à Milan en 1942, avant de s'investir fortement dans la Résistance antifasciste lors de la Guerre civile italienne. Après la chute du fascisme, il exerça une hégémonie sur la vie politique italienne jusqu'à sa disparition, remportant toutes les élections nationales à l'exception des européennes 1984. Dirigé entre autres par Alcide De Gasperi, Aldo Moro et Giulio Andreotti, il joua un rôle essentiel dans la fondation de la République italienne, le Miracle économique italien et l'ancrage de l'Italie dans l'alliance atlantique. Fermement europhile, la DC fut également un moteur important de la construction européenne. 
De 1992 à 1994, l'Opération Mains propres révéla un système de corruption à grande échelle dans les partis politiques italiens, DC comprise. Pris dans la tourmente, le parti fut finalement dissous le 29 janvier 1994, se dispersant alors dans un vaste nombre d'organisations politiques.

## Histoire

### Naissance et hégémonie politique (1942-1963)

#### Création du parti et Résistance (1942-1945)

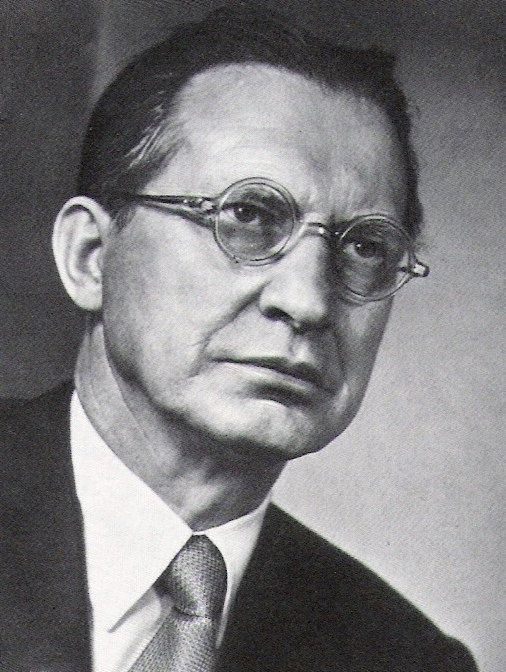
Alcide De Gasperi en 1953.

Après la dissolution du Parti populaire italien (PPI) par le régime fasciste le 5 novembre 1926, la plupart de ses cadres sont contraints de s'exiler ou de se retirer de la vie politique. Don Sturzo, parti à Londres, maintient néanmoins des contacts entre les démocrates-chrétiens à travers des organisations religieuses comme l'Action catholique ou la Fédération des universitaires catholiques italiens. En septembre 1942, d'anciens membres du PPI commencent à se réunir à Milan avec d'autres membres d'organisations religieuses en vue de la fondation d'un nouveau parti après la défaite du fascisme (qui commence alors à se profiler). La Démocratie chrétienne (DC), fondée le 15 décembre, reste dans la clandestinité jusqu'au 25 juillet 1943 : après la chute de Benito Mussolini, le parti se montre alors à visage découvert, avec l'accord officieux du gouvernement Badoglio.
Après l'armistice du 8 septembre avec les Alliés et l'invasion allemande du Nord et du Centre de la péninsule, la DC participe à la fondation du Comité de libération nationale (CLN) avec, entre autres, le Parti communiste italien (PCI) et le Parti socialiste italien (PSI). Les brigades démocrates-chrétiennes jouent alors un rôle majeur dans la Résistance antifasciste : sur les 200 000 soldats du CLN, environ 30 000 se réclament de la DC. Malgré de fortes tensions, ils collaborent avec l'ensemble des résistants, y compris les omniprésentes Brigades Garibaldi, d'obédience communiste. Entretemps, le parti renforce continuellement son influence au sein des différents gouvernements d'union nationale, jusqu'à ce que Alcide De Gasperi en prenne la direction après la fin de la guerre, en décembre 1945. 

#### Rôle dans la fondation du nouveau régime (1945-1948)
En avril 1946 se déroule à Rome le premier Congrès national de la Démocratie chrétienne. En plus de réaffirmer le rôle de meneur de De Gasperi, il permet d'organiser une consultation sur la position du parti en vue du référendum de juin sur le nouveau régime. Les militants s'expriment largement en faveur de la République : plus de 60 % des voix pour, contre 17,5 % pour la monarchie et 22,5 % pour une position neutre. Le Congrès vote un ordre du jour favorable à la République, mais laisse une totale liberté de vote. En effet, en juin, la République est proclamée avec plus de 54 % des suffrages, tandis que la Démocratie chrétienne remporte une large victoire à l'élection de l'Assemblée constituante : environ 35 % des voix, soit 15 points de plus que les socialistes et 17 de plus que les communistes. 
L'unité nationale perdure cependant jusqu'en mai 1947, lorsque le contexte de la Guerre froide la fait éclater : à la suite de l'opposition de la gauche au Plan Marshall, De Gasperi exclut le PCI et le PSI du gouvernement en mai. Durant les mois suivants, plusieurs insurrections communistes font craindre une guerre civile, mais la désapprobation du secrétaire général du PCI, Palmiro Togliatti, ainsi que celle du Parti communiste de l'Union soviétique (PCUS), permettent de maintenir l'ordre. En parallèle, tous les partis politiques continuent de collaborer à la rédaction de la nouvelle Constitution, promulguée le 1er janvier 1948.

#### Conventio ad excludendumet domination solitaire (1948-1963)
Après l'installation de la République, l'Assemblée constituante est dissoute et de nouvelles élections ont lieu en avril. Elles voient s'opposer le Front démocratique populaire, formé du PCI et du PSI et soutenu par l'URSS, à la Démocratie chrétienne appuyée par les États-Unis et l'Église catholique. Au terme d'une campagne très dure, la liste menée par De Gasperi remporte un succès écrasant : 48 % des voix, contre 30 % pour celle de Togliatti. Commence alors une période de quinze ans de domination exclusive de la DC, appuyée par quelques petits partis (Parti libéral italien, Parti républicain italien et Parti social-démocrate italien notamment). Son poids dans la vie politique italienne et la crainte ambiante du communisme permettent au parti d'élaborer une conventio ad excludendum (littéralement « convention d'exclusion ») contre les partis considérés comme dangereux pour la démocratie : le PCI et le PSI avant tout, mais également le Mouvement social italien (MSI), parti néo-fasciste fondé en 1946 par d'anciens représentants de la République sociale italienne. 
De Gasperi s'occupe alors d'ancrer solidement l'Italie dans le bloc de l'Ouest, adhérant à l'OTAN en 1949, et se fait l'un des promoteurs de la construction européenne : en 1951, l'Italie est l'un des six membres fondateurs de la CECA. En politique intérieure, le gouvernement s'attèle à la reconstruction en instaurant une économie mixte entre propriété publique et privée et en élaborant plusieurs lois sociales, conformément à la doctrine du christianisme social. Après la chute de De Gasperi en 1953, la présidence du Conseil est occupée successivement par Giuseppe Pella, Amintore Fanfani et Mario Scelba, sans susciter de changements importants dans la ligne politique suivie : après avoir soutenu le projet (avorté) de Communauté européenne de défense, l'Italie fait partie, en 1957, des six signataires du Traité de Rome, instaurant la Communauté économique européenne. En parallèle, les élections générales continuent de révéler la force politique de la DC : 40 % des voix en 1953, 42 % en 1958. Cependant, le PCI progresse sans interruption, et les tentatives de former des gouvernements composés uniquement de démocrates-chrétiens provoquent l'insatisfaction des alliés du parti. À la fin des années 1950, de graves polémiques ont lieu lorsque le MSI sort de la conventio ad excludendum et devient essentiel pour la formation d'une majorité politique. L'aile gauche du parti menée par Aldo Moro commence alors à croître et propose une alliance avec le PSI, qui a entretemps rompu avec les communistes après l'insurrection hongroise de 1956. L'idée étant approuvée par le meneur socialiste Pietro Nenni, les parlementaires PSI commencent, à partir de 1960, à s'abstenir lors des votes de confiance, premier pas vers une collaboration réelle.

### Ouverture à gauche (1963-1979)

#### Centre gauche et alliance avec le PSI (1963-1976)

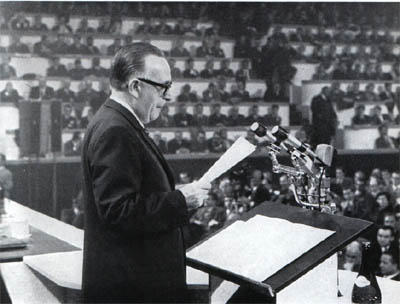
Mariano Rumor au Xe congrès du parti, à Milan, en 1967.

Aux élections de 1963, la Démocratie chrétienne descend pour la première fois en dessous de la barre des 40 %, tandis que le Parti communiste continue de progresser. La DC décide d'opérer un virage assumé vers le PSI, formant un gouvernement de centre gauche comprenant cinq ministres socialistes. Le spectre d'un coup d'État militaire, le Plan Solo, approuvé par le président de la République Antonio Segni, pousse le gouvernement à poursuivre l'alliance malgré de dures tensions au sein de la majorité. Le parti apparaît alors fortement fractionné entre une aile gauche favorable à l'ouverture et une aile droite conservatrice, les deux ne parvenant pas à s'unir autour d'une candidature unique lors de l'élection présidentielle de 1964 et permettant ainsi la victoire du socialiste-démocrate Giuseppe Saragat. Les gouvernements Moro de centre gauche s'engagent entretemps dans une politique réformiste, nationalisant notamment les industries électriques et créant ainsi l'ENI. La majorité est instable, mais les élections de 1968 marquent un succès des démocrates-chrétiens qui remportent 39 % des suffrages. Malgré cela, les divisions au sein du Parti socialiste favorisent la fragilité des gouvernements successifs. En raison de tensions internes au sein de la DC, Moro prend du recul après les élections au profit de Giovanni Leone, Mariano Rumor et Giulio Andreotti, politiciens pragmatiques situés au centre voire au centre droit mais susceptibles de s'allier avec le PSI pour former une majorité. 

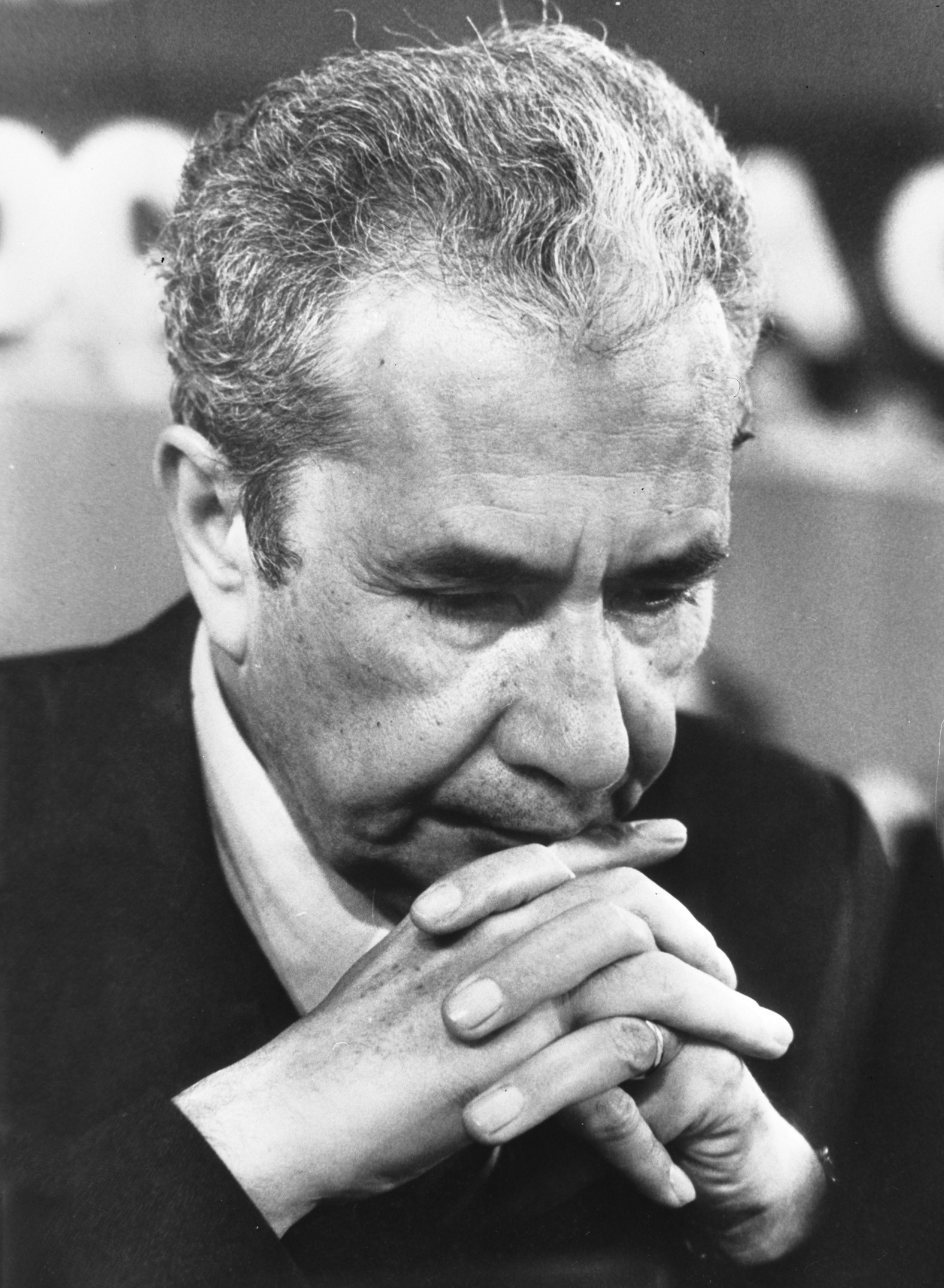
Aldo Moro en 1978.

Dans le même temps, l'Italie entre dans la période des années de plomb, qui voit se multiplier les attentats et les coups de force de la part de groupes armées d'extrême-gauche et d'extrême-droite. Face à cette situation dangereuse, la Démocratie chrétienne se présente comme la garante de la République et de la Constitution, parvenant ainsi à contenir la montée à droite du MSI. Cependant, les fréquentes ruptures entre démocrates-chrétiens et socialistes et les divisions au sein même du parti donnent lieu à une forte instabilité, et en 1972, pour la première fois depuis la fin de la guerre, le Parlement est dissous en raison de l'impossibilité de former un gouvernement. Malgré des scores électoraux stables, les difficultés de la DC continuent et s'accroissent même : en 1973, la crise économique éclate, et l'année suivante, le parti connaît une lourde défaite à l'occasion du référendum portant sur l'abrogation de la loi sur le divorce.

#### Compromis historique et ouverture manquée vers le PCI (1976-1979)
En 1976, de nouvelles élections anticipées ont lieu pour tenter de dégager une majorité parlementaire stable. Elles voient la Démocratie chrétienne se maintenir à 38 % des voix, grâce notamment à une campagne basée sur l'anticommunisme. En effet, le PCI, en forte ascension, atteint là son maximum historique avec plus de 34 % des suffrages, menaçant la suprématie politique des démocrates-chrétiens vieille de trente ans. Face à la crise économique, politique et sociale, la DC, sous l'impulsion de Moro et avec l'accord du secrétaire général du PCI Enrico Berlinguer, donne alors vie à la politique dite du compromis historique : les communistes, après trois décennies d'exclusion, rentrent de nouveau dans la majorité. Cependant, Giulio Andreotti, président du Conseil, refuse de faire appel à des ministres communistes : le soutien reste exclusivement externe, sans entrée au sein du gouvernement. Mais le 16 mars 1978, alors que se prépare le vote de confiance au gouvernement Andreotti IV, Aldo Moro est enlevé à Rome par un commando des Brigades rouges, organisation terroriste d'extrême-gauche. Le 9 mai, il est finalement exécuté après l'échec de toutes les négociations. Les circonstances de sa mort et l'implication des États-Unis et de l'URSS ne sont pas encore éclaircies de nos jours. Cet assassinat marque en tout cas la fin de la tentative de rapprochement entre les deux plus grands partis italiens : de nouvelles élections anticipées ont lieu en 1979, qui voient la DC rester à un niveau stable tandis que le PCI subit une brusque chute de 4 points. 

### Scandales judiciaires et déclin (1979-1994)

#### Scandale P2 et les premières difficultés (1979-1987)
Après la fin de la période de solidarité nationale, le PCI retourne à l'isolement et la DC, pendant toute la décennie 1980, gouverne dans le cadre de la large coalition du pentapartito (« pentaparti »), avec les socialistes, les socialistes-démocrates, les républicains et les libéraux. Les démocrates-chrétiens se repositionnent sur des positions plus centristes, incarnées par Arnaldo Forlani, aidés en ce sens par l'évolution du PSI, guidé par Bettino Craxi, vers la social-démocratie. Mais en 1981, le référendum portant sur l'abrogation de la loi sur l'avortement voit le parti subir une lourde défaite. La même année éclate le scandale de la loge P2, révélant de vastes ramifications entre les classes dirigeantes italiennes (hommes politiques, homme d'affaires, administration juridique...), le grand quotidien italien Corriere della Sera, et certains attentats comme celui perpétré à la gare de Bologne en août 1980. Plusieurs personnages importants du parti, comme Franco Foschi ou Rolando Picchioni, sont impliqués. Forlani, président du Conseil, démissionne alors, et pour la première fois depuis 1945, le gouvernement n'est pas dirigé par un démocrate-chrétien, mais en l'occurrence par le républicain Giovanni Spadolini. Aux élections générales de 1983, la Démocratie chrétienne chute à moins de 33 % des voix, et l'écart avec le Parti communiste atteint son niveau le plus bas (trois points seulement). 
Ce double échec favorise le retour de l'aile gauche du parti, menée par Ciriaco De Mita et soutenue également par Andreotti ou Fanfani, contre l'aile conservatrice de Forlani. Néanmoins, la crise de la Démocratie chrétienne l'induit à laisser une nouvelle fois la présidence du Conseil à un autre parti, cette fois-ci le PSI de Craxi, chef du gouvernement de 1983 à 1987. Aux élections européennes de 1984, pour la première et seule fois, le PCI parvient à surpasser les démocrates-chrétiens, même si de moins d'un point seulement. L'effacement provisoire de la DC entraîne malgré tout une relative amélioration de ses scores à l'occasion des élections locales. Dans le même temps, la scène politique italienne apparaît de plus en plus dispersée, puisque le PCI entre lui aussi dans une crise électorale, tandis que le PSI et le MSI se renforcent, tout en restant loin des deux grands partis traditionnels. 

#### Difficultés électorales et Opération Mains propres: de la désagrégation à la disparition du parti (1987-1994)

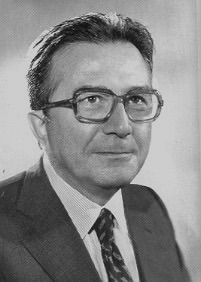
Giulio Andreotti à la fin des années 1980.

En effet, en 1987, les démocrates-chrétiens ne dépassent pas 35 % des voix, tandis que les communistes chutent à 27 % et que les socialistes remontent à 14 %. Le système politique italien apparaît de plus en plus vieilli : la peur du communisme a empêché toute alternance et laissé la Démocratie chrétienne au pouvoir depuis quarante ans. Les tensions croissantes au sein de la majorité entre DC et PSI renforcent de plus cette hégémonie : la Xe Législature, de 1987 à 1992, est la première à voir se succéder des gouvernements uniquement dirigés par des démocrates-chrétiens depuis la VIIe, de 1976 à 1979. À partir de 1989, cependant, De Mita, favorable à un antagonisme avec Craxi, est évincé du pouvoir. Il est remplacé par Andreotti et Forlani, qui instituent avec le meneur socialiste l'alliance dite de la CAF, d'après les initiales des trois hommes. Mais dans le même temps, avec la chute du bloc de l'Est, le cadre politique italien tel qu'il était défini depuis la guerre se trouve de plus en plus vidé de sens : en 1991, le Parti communiste italien est dissous. Durant ces années charnières, la DC s'occupe également d'introduire l'Italie dans l'Espace Schengen et l'Union européenne née avec le Traité de Maastricht, privatisant un grand nombre d'entreprises et ouvrant plusieurs secteurs à la concurrence, y compris étrangère. 
Lors des élections générales de 1992, la Démocratie chrétienne descend pour la première fois en dessous des 30 %, mise en difficulté par la montée des autonomistes de la Ligue du Nord. Peu après la formation d'un gouvernement dirigé par le socialiste Giuliano Amato explose de plus le scandale de l'Opération Mains propres : un vaste réseau de corruption et de financement illicite des partis politiques, DC comprise, est dévoilé. La crise politique est telle qu'en avril 1993, après la démission d'Amato, le gouvernement est pour la première fois dirigé par un technicien, Carlo Azeglio Ciampi, et non par un parlementaire. Plusieurs enquêtes, notamment celles des juges Giovanni Falcone et Paolo Borsellino, jettent également le doute sur la nature des liens entre plusieurs figures du parti (parmi lesquelles Giulio Andreotti) et la mafia. La Démocratie chrétienne, laminée dans toutes les élections intermédiaires, entame alors un processus de transformation. Plusieurs courants du parti font scission : à gauche, le Mouvement socialistes chrétiens d'Ermanno Gorrieri ; à droite, le Centre chrétien-démocrate de Pier Ferdinando Casini. Le 18 janvier 1994, la majorité centriste fonde elle le Parti populaire italien (PPI), qui reprend le nom de l'organisation de Don Sturzo, et connaît ensuite une autre scission en juillet 1995. Le 29 janvier 1994, la Démocratie chrétienne s'auto-dissout officiellement. Elle laisse derrière elle 206 députés, 107 sénateurs, 26 députés européens et environ 800 000 militants, qui se divisent alors entre les différentes formations candidates à sa succession. Ainsi, lors des élections générales italiennes de 1996, on compte 366 anciens démocrates-chrétiens candidats dans les 705 collèges uninominaux (186 sous les couleurs du Pôle pour les libertés, 180 avec L'Olivier), en particulier en Lombardie (56 candidats) et en Sicile (55).
Cependant, un arrêt de la Cour de cassation en 2010 invalide la dissolution, puisqu'elle n'a pas été prononcée en Congrès national. En conséquence, le 30 mars 2012, le dernier Conseil national en charge en 1993 se réunit à Rome pour élire un président, Silvio Lega, et un secrétaire politique, Gianni Fontana.

## Héritage politique de la DC
L'effondrement de l'édifice démocrate-chrétien donna lieu à une véritable diaspora de ses membres et électeurs entre les nouveaux acteurs du jeu politique italien : Parti démocrate de gauche (PDS), héritier réformiste du Parti communiste italien, et Forza Italia (FI), nouvelle force de centre-droit créée par Silvio Berlusconi. Le Mouvement socialistes chrétiens, après s'être allié au PDS lors des élections générales de 1994 et de 1996, fusionna avec lui et de nombreux partis de centre-gauche en 1998 pour fonder les Démocrates de gauche (DS). En 2007, il conflua également dans le nouveau Parti démocrate (PD). L'aile gauche de la Démocratie chrétienne exerça et exerce encore de nos jours une influence majeure sur le centre-gauche italien, avec comme représentants les plus célèbres les présidents du Conseil Romano Prodi et Matteo Renzi.
Le Parti populaire italien (PPI), héritier direct, échoua lui à maintenir la primauté de la DC sur le centre italien. En effet, la nouvelle structure de la politique italienne et le passage à un scrutin principalement majoritaire à partir de 1994 favorisa la bipolarisation. Le PPI, qui avait accueilli la majorité des membres de la DC, fut ainsi le plus touché par le discrédit lié à l'Opération Mains propres, et aux élections générales de 1994, sa coalition n'obtint que 15 % des voix. Après cet échec, le PPI vit son aile droite faire scission en juillet 1995 pour former les Chrétiens démocrates unis (CDU), alliés à Berlusconi. Le PPI s'allia alors avec le centre-gauche, et conflua dans La Marguerite en 2002, qui participa elle-même à la formation du Parti démocrate en 2007. Le CDU, mené par Rocco Buttiglione, alterna les alliances avec le centre-gauche et le centre-droit, jusqu'à sa disparition dans l'Union des démocrates chrétiens et de centre (UDC) en 2002, qui s'affirma elle comme alliée durable de Berlusconi. 
Le Centre chrétien-démocrate de Pier Ferdinando Casini, représentant de l'aile droite de la DC, décida lui de s'associer avec Forza Italia dès 1994, cette dernière apparaissant alors comme la nouvelle force dominante du centre-droit, son alliance remportant presque 43 % des voix. Point ferme des coalitions du Pôle des libertés et du Pôle pour les libertés, le CDD fusionna ensuite en 2002 avec le CDU et Démocratie européenne (DE) pour former l'UDC, qui maintint le même placement politique. Cependant, le parti déclina lentement au cours des années 2000, frôlant la disparition du Parlement lors des élections générales de 2013. 
En plus de ces partis, de très nombreuses autres organisations politiques se réclamèrent de l'héritage politique de la Démocratie chrétienne, comme celles menées par Giuseppe Pizza ou Giovanni Angelo Fontana, ou encore la Démocratie chrétienne pour les autonomies.

## Idéologie

### Politique économique
La politique économique de la Démocratie chrétienne fut inspirée par le Code de Camaldoli, un programme élaboré en 1943 avant la chute de Mussolini au monastère du même nom. Le document, inspiré notamment par Thomas d'Aquin et Léon XIII, affirmait le rôle protecteur de l'État, garant du bien matériel commun et de l'élévation du niveau de vie des classes inférieures, tout en respectant les principes de la propriété privée des moyens de production, du libre-échange et de l'enrichissement par le travail. L'activité économique y était définie comme le moteur de la solidarité et de la charité humaines, conformément au christianisme social. 
Le Code eut des répercussions importantes sur la politique économique menée par les gouvernements démocrates-chrétiens, surtout lors des deux décennies après la guerre : intégration au Marché commun européen ; politique de logement volontariste (la Loi Fanfani) ; financement de l'investissement dans le Sud (la Caisse du Mezzogiorno) ; réforme agraire ; création d'entreprises publiques (comme l'ENI). 

### Politique étrangère
Lors des premières années du parti, menée par De Gasperi, la Démocratie chrétienne fut fortement atlantiste, adhérant à l'OTAN dès sa création malgré l'opposition d'une frange religieuse du parti opposée à la signature de traités militaires, guidée par Giuseppe Dossetti. De Gasperi fut également un des promoteurs de la construction européenne, ce qui lui valut a posteriori le titre honorifique de Père de l'Europe. 
Par la suite, Amintore Fanfani, ministre des Affaires érangères à trois reprises, poursuivit la politique atlantiste, europhile et anticolonialiste de son prédécesseur, mais avec une autonomie majeure vis-à-vis des États-Unis en cas d'intérêts divergents. On parla alors de néo-atlantisme : l'Italie devait développer un dialogue avec le Tiers monde et le Moyen-Orient en plus d'appuyer les États-Unis face au bloc de l'Est, avec des accords politiques, économiques et culturels. La signature d'accords sur le pétrole avec l'Iran sur l'initiative du président de l'ENI, Enrico Mattei, en fut une manifestation. Cependant, les divisions que générèrent cette politique au sein même du parti, l'absence de fonds suffisants et une certaine surestimation de la position internationale de l'Italie rendirent difficile une mise en application efficace du néo-atlantisme de Fanfani. 

### Politique institutionnelle
La Démocratie chrétienne fut une partisane du régionalisme, selon le principe de subsidiarité évoqué par le pape Pie XI dans l'encyclique Quadragesimo anno. De Gasperi, avant même la fin de la guerre, affirma à plusieurs reprises sa volonté de fonder un État italien formé de régions et donnant une large place aux entités locales. 
Lors du Congrès national de Rome d'avril 1946, Guido Gonella précisa sa pensée en déclarant que le centralisme avait été l'arme du despotisme et la cause de l'hostilité d'une partie de l'opinion envers l'État. Il déclara que pour le dépasser, une décentralisation administrative ne suffisait pas, mais qu'il fallait construire un État institutionnellement décentralisé, en donnant le maximum d'autonomie aux communes et aux régions, en accord avec la tradition historique de l'Italie. Le régionalisme aurait ainsi permis d'augmenter la participation de la population aux affaires publiques, de mettre fin aux tendances séparatistes et de neutraliser tout danger totalitaire. 

## Courants au sein de la DC
Ayant pour but de rassembler les catholiques et les chrétiens en général dans un seul parti politique afin de lutter contre le communisme et de promouvoir les valeurs du christianisme social, la Démocratie chrétienne fut parcourue de nombreux courants tout au long de son existence, allant du centre-gauche à la droite. Ils influencèrent énormément les orientations du parti et furent à l'origine de la dispersion de ses membres après 1994.

### De la fondation à De Gasperi
- Les « degasperiani », aussi appelés Politique populaire : Originaires en majorité du Parti populaire italien (PPI) et partisans d'Alcide De Gasperi, ses membres se structurèrent avec la progression des dossettiani. Le courant était dirigé par Attilio Piccioni et rassemblait notamment Mario Scelba, Umberto Tupini, Angela Maria Guidi Cingolani, Angelo Raffaele Jervolino, Maria De Unterrichter Jervolino, Pietro Campilli, Giuseppe Spataro, Salvatore Aldisio, Bernardo Mattarella (père du président de la République Sergio Mattarella) et Giulio Andreotti.
- Les « dossettiani », aussi appelés Chroniques sociales : Courant social fondé par la revue homonyme et qui dura de l'été 1946 à l'été 1951, lorsqu'il fusionna avec Initiative démocratique. Le meneur de la tendance était Giuseppe Dossetti, qui laissa plus tard la vie politique pour se faire moine. Elle rassemblait beaucoup de membres de l'Assemblée constituante, comme Amintore Fanfani et Giorgio La Pira, et des intellectuels catholiques, comme Giuseppe Lazzati et Achille Ardigò. Les membres du courant étaient aussi appelés les professorini, car beaucoup de ses militants étaient des universitaires, surtout à l'université Catholique de Milan.
- Les « gronchiani », aussi appelés Politique sociale : Héritiers de la gauche du PPI, le meneur du courant était Giovanni Gronchi, et il rassemblait également Giuseppe Rapelli, Piero Malvestiti, Domenico Ravaiolio, Achille Grandi et Fernando Tambroni. Le courant s'essouffla après l'élection de Gronchi comme président de la République dans les années 1950, et ses membres se dirigèrent alors vers les autres tendances du parti.
- Les « vespisti », aussi appelés Vespa : Tendance formée par d'anciens membres modérés du PPI. Son meneur était Carmine De Martino, et elle avait comme membres des proches des grands propriétaires agraires du Sud et de la Confindustria, comme Stefano Jacini. Leur nom était dû au lieu de fondation du courant, le Vespa Club de Rome.

### Années 1950: Fanfani etInitiative démocratique
- Initiative démocratique : Ce fut le premier courant réellement structuré du parti, fondé le 18 novembre 1951 par la revue homonyme après l'adieu à la politique de Dossetti. Elle regroupa non seulement d'anciens dossettiani comme Fanfani, Moro et Rumor, mais aussi des degasperiani comme Taviani et Scalfaro. La tendance constitua l'instrument de l'affirmation d'une nouvelle génération de démocrates-chrétiens après le retrait de De Gasperi. Son meneur, Amintore Fanfani, fut élu secrétaire général au Congrès national de 1954, soutenu par le chef historique de la Démocratie chrétienne.
- La Base : Courant de gauche au sein du parti, fondé en 1952 par d'anciens dossettiani ayant quitté Initiative démocratique. Beaucoup de ses membres étaient liés au monde des affaires, comme Ezio Vanoni, Giorgio Bo et Giovanni Marcora. La tendance fut soutenue par Enrico Mattei, président de l'ENI, et ensuite par son successeur Eugenio Cefis. La Base comprenait également des partisans de la gauche florentine de Nicola Pistelli et de la gauche vénitienne de Vladimiro Dorigo.
- Printemps : Courant de la droite démocrate-chrétienne, fondé en 1954 par Giulio Andreotti et Alcide De Gasperi. La tendance avait aussi pour membres Franco Evangelisti, Vittorio Sbardella, Salvatore Lima et Paolo Cirino Pomicino.
- Centrisme populaire (également connu sous le nom de Forces libres en 1969) : Autre courant émanant de la droite du parti, il se revendiquait comme héritier des degasperiani. Le meneur de la tendance fut Mario Scelba, avec comme membres notamment Franco Restivo, Oscar Luigi Scalfaro et Giovanni Elkan.
- Forces sociales : Courant de gauche syndicaliste, proche de la Confédération italienne des syndicats de travailleurs née en 1953. Le meneur en était Giulio Pastore, et elle avait pour membres entre autres Renato Cappugi, Bruno Stori, Livio Labor et Carlo Donat-Cattin, ce dernier succédant à Pastore.

### Années 1960: Moro, Rumor et lesdorotei
- Les « dorotei » : Courant modéré fondé le 9 mars 1959 au couvent de Santa Dorotea, à Rome, par la majorité d'Initiative démocratique, opposée à Fanfani. Les dorotei furent les meneurs du parti pendant les années 1960 et au début des années 1970. Parmi eux, on trouve Mariano Rumor, Antonio Segni, Aldo Moro et Paolo Emilio Taviani.
- Nouvelles chroniques : Courant de gauche fondé en 1959 par Fanfani et ses proches après avoir subi le désaveu de la majorité d'Initiative démocratique. Parmi eux, on trouve Ettore Bernabei, Giampaolo Cresci, Lorenzo Natali, Arnaldo Forlani, Giovanni Gioia, Franco Maria Malfatti, Ivo Butini, Clelio Darida, Gian Aldo Arnaud et Gianni Prandini.
- Renouvellement démocratique, appelé plus tard Forces nouvelles : Nouveau courant de la gauche syndicaliste. Ses membres furent notamment Giulio Pastore, Bruno Storti, Vittorino Colombo, Guido Bodrato et Carlo Donat-Cattin.

### Division desdorotei
- Les « pontieri », aussi appelés « ponte » ou « tavianei » : Courant qui se détacha des dorotei en 1967. La tendance était menée par Paolo Emilio Taviani, et comptait également comme membres Remo Gaspari et Adolfo Sarti. Ses membres retournèrent avec les dorotei à l'occasion du Congrès national de 1973.
- Les « morotei », aussi appelés Amis de Moro : Courant progressiste, petit mais influent, mené par Aldo Moro. Il fit scission des dorotei en 1968 et eut notamment comme membres Benigno Zaccagnini, Tina Anselmi, Maria Eletta Martini, Tommaso Morlino, Luigi Gui, Leopoldo Elia, Bernardo Mattarella et Sergio Mattarella.
- Initiative populaire : Courant formé en 1969 par une autre scission au sein des dorotei. La tendance était menée par Mariano Rumor et Flaminio Piccoli et comptait des adhérents tels que Giovanni Spagnolli, Mario Ferrari Aggradi, Antonino Pietro Gullotti ou Antonio Gava. Elle fusionna avec Implication démocratique dans les années 1970.
- Implication démocratique : Autre courant des dorotei qui s'unit avec la branche du parti dirigée par Giulio Andreotti. En faisaient également partie Emilio Colombo, Franco Evangelisti et Salvo Lima. Elle fusionna avec Initiative populaire dans les années 1970.
- Nouvelles chroniques : Courant qui passa d'orientation à gauche à une inspiration plus modérée, dirigé par Amintore Fanfani et Arnaldo Forlani, et qui eut également comme membres Ivo Butini, Clelio Darida et Lorenzo Natali.

### Area ZacetPréambule
- Area Zac : Groupe de différents courants de gauche, né dans la seconde moitié des années 1970. Il était dirigé par Benigno Zaccagnini et compta parmi ses membres les morotei, La Base et les adhérents de Forces nouvelles proches de Guido Bodrato.
- Préambule : Groupe de courants modérés né lors du Congrès national de 1980. Il était guidé par Flaminio Piccoli et compta parmi ses membres les dorotei proches de lui et d'Antonio Bisaglia, les Nouvelles chroniques dirigées par Fanfani et les adhérents de Forces nouvelles proches de Donat-Cattin.
- Nouvelle gauche : Petit courant qui fit scission de La Base, guidé par Fiorentino Sullo et Vito Scalia.
- Proposition, aussi appelé Les cent : Courant de la droite démocrate-chrétienne né en 1977, et appelé Les cent en référence au nombre de signatures d'un document qui demandait au secrétaire de la DC Zaccagnini de mettre fin à la politique d'ouverture vers le Parti communiste italien. Parmi ses membres, on trouve Oscar Luigi Scalfaro, Mariotto Segni, Severino Citaristi, Giuseppe Zamberletti, Bartolo Ciddardini et une autre centaine de militants du parti.
- Courant du golfe : Courant fondé par Antonio Gava et qui regroupait principalement des membres du parti originaires du Sud du pays, comme Vincenzo Scotti et Paolo Cirino Pomicino.

### Dernières années
- Alliance populaire : Courant centriste et majoritaire fondé en 1989. Elle eut comme membres notables Antonio Gava, Flaminio Piccoli et Arnaldo Forlani.
- Gauche de base : Courant de gauche mené par Ciriaco De Mita. En furent également membres Giovanni Galloni, Leopoldo Elia, Sergio Mattarella, Leoluca Orlando, Beniamino Andreatta et Romano Prodi.
- Printemps : Courant de droite mené par Giulio Andreotti.
- Forces nouvelles : Courant de gauche syndicaliste menée par Carlo Donat-Cattin.
- Nouvelles chroniques : Courant qui rassemblait les derniers proches d'Amintore Fanfani.

## Listes des dirigeants de la DC

### Secrétaires politiques
- Alcide De Gasperi (juillet 1944 - septembre 1946)
- Attilio Piccioni (septembre 1946 - janvier 1949)
- Giuseppe Cappi (janvier 1949 - juin 1949)
- Paolo Emilio Taviani (juin 1949 - avril 1950)
- Guido Gonella (avril 1950 - septembre 1953)
- Alcide De Gasperi (septembre 1953 - juin 1954)
- Amintore Fanfani (juin 1954 - mars 1959)
- Aldo Moro (mars 1959 - janvier 1964)
- Mariano Rumor (janvier 1964 - janvier 1969)
- Flaminio Piccoli (janvier 1969 - novembre 1969)
- Arnaldo Forlani (novembre 1969 - juin 1973)
- Amintore Fanfani (juin 1973 - juillet 1975)
- Benigno Zaccagnini (juillet 1975 - février 1980)
- Flaminio Piccoli (février 1980 - mai 1982)
- Ciriaco De Mita (mai 1982 - février 1989)
- Arnaldo Forlani (février 1989 - octobre 1992)
- Mino Martinazzoli (octobre 1992 - janvier 1994)

### Présidents du Conseil National
- Alcide De Gasperi (1946-1954)
- Adone Zoli (1954-1960)
- Attilio Piccioni (1960-1966)
- Mario Scelba (1966-1969)
- Benigno Zaccagnini (1969-1975)
- Aldo Moro (1975-1978)
- Flaminio Piccoli (1978-1980)
- Arnaldo Forlani (1980-1989)
- Ciriaco De Mita (1989-1992)
- Rosa Iervolino (1992-1994)

## Liste des Congrès de la DC
- I Congrès - Rome, 24-27 avril 1946
- II Congrès - Naples, 15-19 novembre 1947
- III Congrès - Venise, 2-6 juin 1949
- IV Congrès - Rome, 21-26 novembre 1952
- V Congrès - Naples, 26-29 juin 1954
- VI Congrès - Trente, 14-18 octobre 1956
- VII Congrès - Florence, 23-28 octobre 1959
- VIII Congrès - Naples, 27-31 janvier 1962
- IX Congrès - Rome, 12-16 septembre 1964
- X Congrès - Milan, 23-26 novembre 1967
- XI Congrès - Rome, 27-30 juin 1969
- XII Congrès - Rome, 6-10 juin 1973
- XIII Congrès - Rome, 18-24 mars 1976
- XIV Congrès - Rome, 15-20 février 1980
- XV Congrès - Rome, 2-6 mai 1982
- XVI Congrès - Rome, 24-28 février 1984
- XVII Congrès - Rome, 26-30 mai 1986
- XVIII Congrès - Rome, 18-22 février 1989

## Effectifs militants de la DC

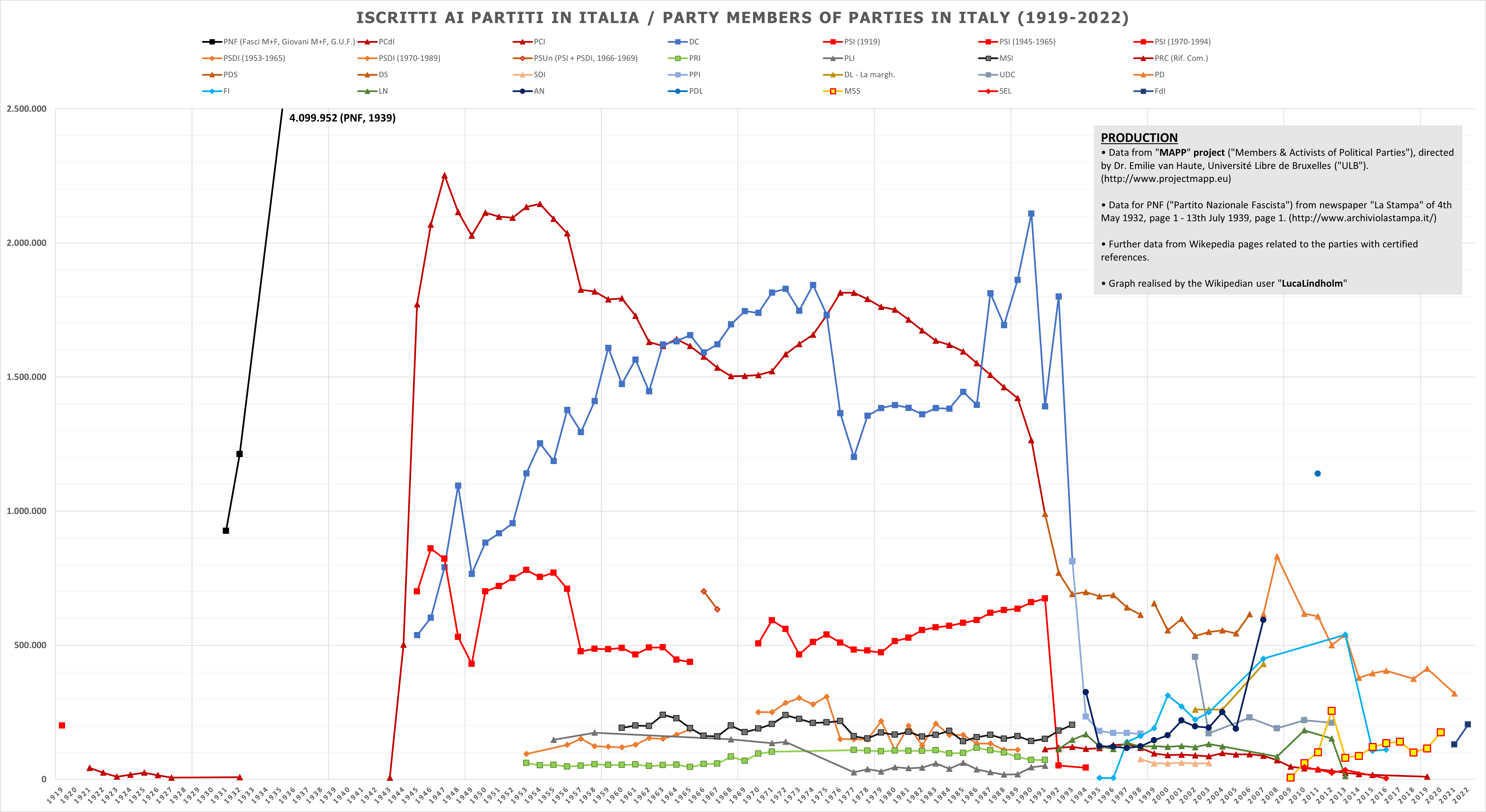
Évolution des militants de la DC, de 1945 à 1994.

- 1945 : 537 582
- 1946 : 602 652
- 1947 : 790 771
- 1948 : 1 095 359
- 1949 : 766 023
- 1950 : 882 674
- 1951 : 917 095
- 1952 : 954 723
- 1953 : 1 141 181
- 1954 : 1 252 524
- 1955 : 1 186 785
- 1956 : 1 377 286
- 1957 : 1 295 028
- 1958 : 1 410 179
- 1959 : 1 608 609
- 1960 : 1 473 789
- 1961 : 1 565 185
- 1962 : 1 446 500
- 1963 : 1 621 620
- 1964 : 1 633 033
- 1965 : 1 656 428
- 1966 : 1 592 134
- 1967 : 1 621 866
- 1968 : 1 696 182
- 1969 : 1 745 832
- 1970 : 1 738 966
- 1971 : 1 814 578
- 1972 : 1 828 988
- 1973 : 1 747 292
- 1974 : 1 843 515
- 1975 : 1 732 501
- 1976 : 1 365 187
- 1977 : 1 201 707
- 1978 : 1 355 423
- 1979 : 1 384 148
- 1980 : 1 395 584
- 1981 : 1 385 141
- 1982 : 1 361 066
- 1983 : 1 384 058
- 1984 : 1 382 278
- 1985 : 1 444 565
- 1986 : 1 395 784
- 1987 : 1 812 201
- 1988 : 1 693 346
- 1989 : 1 862 426
- 1990 : 2 109 670
- 1991 : 1 390 918
- 1992 : 1 800 000
- 1993 : 813 753

## La DC dans les institutions italiennes et internationales

### Participation gouvernementale

#### Royaume d'Italie
- Gouvernement Badoglio II
- Gouvernement Bonomi II
- Gouvernement Bonomi III
- Gouvernement Parri
- Gouvernement De Gasperi I

#### République italienne
- Gouvernement De Gasperi II
- Gouvernement De Gasperi III
- Gouvernement De Gasperi IV
- Gouvernement De Gasperi V
- Gouvernement De Gasperi VI
- Gouvernement De Gasperi VII
- Gouvernement De Gasperi VIII
- Gouvernement Pella
- Gouvernement Fanfani I
- Gouvernement Scelba
- Gouvernement Segni I
- Gouvernement Zoli
- Gouvernement Fanfani II
- Gouvernement Segni II
- Gouvernement Tambroni
- Gouvernement Fanfani III
- Gouvernement Fanfani IV
- Gouvernement Leone I
- Gouvernement Moro I
- Gouvernement Moro II
- Gouvernement Moro III
- Gouvernement Leone II
- Gouvernement Rumor I
- Gouvernement Rumor II
- Gouvernement Rumor III
- Gouvernement Colombo
- Gouvernement Andreotti I
- Gouvernement Andreotti II
- Gouvernement Rumor IV
- Gouvernement Rumor V
- Gouvernement Moro IV
- Gouvernement Moro V
- Gouvernement Andreotti III
- Gouvernement Andreotti IV
- Gouvernement Andreotti V
- Gouvernement Cossiga I
- Gouvernement Cossiga II
- Gouvernement Forlani
- Gouvernement Spadolini I
- Gouvernement Spadolini II
- Gouvernement Fanfani V
- Gouvernement Craxi I
- Gouvernement Craxi II
- Gouvernement Fanfani VI
- Gouvernement Goria
- Gouvernement De Mita
- Gouvernement Andreotti VI
- Gouvernement Andreotti VII
- Gouvernement Amato I
- Gouvernement Ciampi

### Position parlementaire
- Majorité (1946-1994)

### Président de la République
- Giovanni Gronchi
- Antonio Segni
- Giovanni Leone
- Francesco Cossiga
- Oscar Luigi Scalfaro

### Président suppléent de la République
- Cesare Merzagora
- Amintore Fanfani
- Francesco Cossiga

### Président du Sénat
- Cesare Merzagora
- Ennio Zelioli-Lanzini
- Amintore Fanfani
- Giovanni Spagnolli
- Tommaso Morlino
- Vittorino Colombo
- Francesco Cossiga

### Président de la Chambre des Députés
- Giovanni Gronchi
- Giovanni Leone
- Brunetto Bucciarelli-Ducci
- Oscar Luigi Scalfaro

### Président du Conseil des Ministres

#### Royaume d'Italie
- Alcide De Gasperi

#### République italienne
- Alcide De Gasperi
- Giuseppe Pella
- Amintore Fanfani
- Mario Scelba
- Antonio Segni
- Adone Zoli
- Fernando Tambroni
- Giovanni Leone
- Aldo Moro
- Mariano Rumor
- Emilio Colombo
- Giulio Andreotti
- Francesco Cossiga
- Arnaldo Forlani
- Giovanni Goria
- Ciriaco De Mita

### Président de la Haute Autorité de la CECA
- Piero Malvestiti
- Dino Del Bo

### Président du Parlement européen
- Alcide De Gasperi
- Giuseppe Pella
- Mario Scelba
- Emilio Colombo

### Président de la Commission européenne
- Franco Maria Malfatti

### Président par tour du Conseil de l'Union Européenne
- Antonio Segni
- Amintore Fanfani
- Aldo Moro
- Giovanni Leone
- Mariano Rumor
- Emilio Colombo
- Francesco Cossiga
- Giulio Andreotti

### Président de l'Assemblée générale de l'ONU
- Amintore Fanfani

## Résultats électoraux
La Démocratie chrétienne, durant ses 52 ans d'existence, fut l'un des partis politiques les plus puissants en Europe et dans le monde. En effet, elle remporta toutes les élections nationales auxquels elle participa à l'exception des Européennes 1984, sans parvenir néanmoins à obtenir jamais la majorité absolue (performance quasi impossible à réaliser avec un système proportionnel). De plus, elle fit systématiquement partie de la majorité parlementaire et représenta le point de référence de toute la vie politique italienne : elle participa en effet à tous les gouvernements républicains jusqu'en 1994, et en dirigea 43 sur 49. 
La DC atteint son plus haut niveau en 1948, lorsque, portée par la peur du communisme, elle obtint 48 % des voix. Par la suite, les scores du parti restèrent stables jusqu'en 1979, ne descendant jamais en dessous de 38 % aux élections générales. Ils connurent ensuite une chute lors des années 1980, en raison de l'usure du pouvoir, des affaires judiciaires qui éclaboussèrent les partis politiques et les hautes sphères de la société italienne, de l'émergence de la Ligue du Nord, ou encore de l'écroulement du bloc de l'Est qui mit fin à la peur du communisme et donc au vote préventif démocrate-chrétien. En 1992, lors des dernières élections avant sa dissolution, la Démocratie chrétienne chuta pour la première fois en dessous de la barre des 30 %.

### Élections à la Chambre des députés
| Élections | Voix       | %    | Sièges    |
| --------- | ---------- | ---- | --------- |
| 1946      | 8 101 004  | 35,2 | 207 / 556 |
| 1948      | 12 740 042 | 48,5 | 305 / 574 |
| 1953      | 10 864 282 | 40,1 | 263 / 590 |
| 1958      | 12 522 279 | 42,4 | 273 / 596 |
| 1963      | 11 775 970 | 38,3 | 260 / 630 |
| 1968      | 12 441 553 | 39,1 | 266 / 630 |
| 1972      | 12 919 270 | 38,7 | 266 / 630 |
| 1976      | 14 218 298 | 38,7 | 262 / 630 |
| 1979      | 14 046 290 | 38,3 | 262 / 630 |
| 1983      | 12 153 081 | 32,9 | 225 / 630 |
| 1987      | 13 241 188 | 34,3 | 234 / 630 |
| 1992      | 11 640 265 | 29,7 | 206 / 630 |

### Élections au Sénat
| Élections | Voix       | %    | Sièges    |
| --------- | ---------- | ---- | --------- |
| 1948      | 10 864 698 | 48,1 | 131 / 237 |
| 1953      | 9 886 651  | 40,7 | 116 / 237 |
| 1958      | 10 782 262 | 41,2 | 123 / 246 |
| 1963      | 10 032 458 | 34,9 | 126 / 315 |
| 1968      | 10 965 790 | 38,3 | 135 / 315 |
| 1972      | 11 466 701 | 38,1 | 135 / 315 |
| 1976      | 12 226 768 | 38,9 | 135 / 315 |
| 1979      | 12 018 077 | 38,3 | 138 / 315 |
| 1983      | 10 081 819 | 32,4 | 120 / 315 |
| 1987      | 10 897 036 | 33,6 | 125 / 315 |
| 1992      | 9 074 096  | 27,3 | 107 / 315 |

### Élections au Parlement européen
| Élections | Voix       | %    | Sièges  |
| --------- | ---------- | ---- | ------- |
| 1979      | 12 753 708 | 36,4 | 29 / 81 |
| 1984      | 11 570 973 | 33,0 | 26 / 81 |
| 1989      | 11 460 702 | 32,9 | 26 / 81 |